# Operacija Avalanche
Operacija se je začela 9. septembra 1943 brez zračnega obstreljevanja in pomorske bojne priprave.  
Za obrambo območja je bil odgovoren poveljnik nemške 16. tankovske divizije generalmajor Rudolf Sieckenius, ki je zbral štiri bojne divizije. Dönemanova skupina se je nahajala vzhodno od Salerna, Stempelova skupina je bila med Pontecagnanom in Battipaglio, Holteyjeva skupina pa je služila kot rezerva pri Persanu, von Doeringova skupina pa je napredovala od Albanelle do Rutina. 
Izkrcani britanski X armadni korpus je vključeval britansko 46. in 56. divizijo ter ameriški Rangerjev in Britanski komandos. Rangerji niso naleteli na odpor in so ob sprožitvi topov bojne ladje HMS Ledbury zavzeli vrh gore. Drugi dve zavezniški vojski se prav tako nista soočili z odporom, ko so zavzeli glavno območje ceste od Salerna do Neaplja, ki poteka skozi prelaz La Molina.
Izkrcane divizije so se spopadle z velikim odporom, zaradi česar so se morale čete, ki so se izkrcale, boriti za oporišče z obale s pomočjo ladijskega topništva. V Paestumiju sta bili najeti 141. in 142. polk ameriške 36. pehotne divizije. Prvega so razstrelili, zaradi česar ni mogel doseči svojih ciljev, drugi pa je po pomoči 143. polka lahko napredoval do svojega cilja.
Do večera prvega dne bitke je X. armadni korpus zavzel približno 8–11 kilometrov dolgo mostišče, čeprav 56. divizija ni dosegla svojih ciljev.  Poveljnik nemške 14. tankovske armade Hermann Balck je tankovski diviziji Hermanna Göringa in 15. tankovskogrenadirski diviziji ukazal sodelovanje v bojih. Poleg tega je bila v Salernu najeta dodana 29. tankovska grenadirska divizija LXXVI tankovske armade.
Nemci so v naslednjih treh dneh zaščitili svoje sile, ki so se zbirale za protinapad. 12. septembra se je X. armadni korpus zbral v obrambi, da bi se spopadle s pričakovanim nemškim protinapadom.
Naslednje jutro se je začel protinapad. Divizija Hermana Göringa je napadla zavezniško vojsko na severu, toda dejanski napad je bil izveden na stičišču X. britanskega in VI. armadnega ameriškega korpusa na poti proti morju od Battipaglie. Nemška 36. pehotna divizija je zavzela Altavillo, a je bila pozneje, ko se je zmračilo, pregnana iz mesta. Bojni diviziji Kleine Limburg in Krüger sta napadli Persano in prisilili 157. pehotni polk k umiku ter uničili bataljon 143. polka. 
Nemški napad se je ustavil pri reki Calore, pri čemer sta mornarica in topništvo podpirala na hitro zbrano obrambno skupino. Protinapad ameriških sil, dopolnjen z 82. zračno-desantno divizijo, pripeljano na območje. 14. septembra zvečer je bila obramba izvedena in krize je bilo konec.
15. septembra sta nemška 16. tankovska divizija in 29. tankovsko-grenadirska divizija sestavili obrambo in tako preprečili grožnjo Paestrumu. Istega dne je Kesselring poročal, da sta zavezniška zračna premoč in pomorska podpora preprečili tankovski armadi LXXVI napredovanje in sestavo obrambe. Uspeh XIV. tankovske armade je prisilil nemško 10. armado k umiku. 
16. septembra je nemški XIV. armadni korpus dosegel uspeh, vendar pa mu preboja ni uspelo dosečti. Naslednji dan so Nemci začeli s pripravami na umik in čete so se med 18. in 19. septembrom umaknile proti severu Italije, da bi sestavile obrambo pri reki Volturno.
1. ↑  Molony, p. 239.
2. ↑  Molony, p. 244.
3. ↑  Molony, p. 241.
4. ↑  Clark, p. 20.
5. ↑  Blumenson, Martin, U.S. Army in World War II: Salerno to Cassino (Washington D.C., 1969), 384.